# Dommalur, Malur
Dommalur là một làng thuộc tehsil Malur, huyện Kolar, bang Karnataka, Ấn Độ.